# Dialectica soffneri
Dialectica soffneri là một loài bướm đêm thuộc họ Gracillariidae. Loài này có ở Áo, Bulgaria, Hungary và Hy Lạp.